# 카얀강늘보로리스
카얀강늘보로리스(Nycticebus kayan)는 늘보로리스속에 속하는 곡비원류 영장류의 일종이다. 보르네오섬 북부와 중부 고지대 지역의 토착종이다. 이 종은 초기에 보르네오늘보로리스 (N. menagensis) 개체군의 일부로 간주했으나, 2013년이후 박물관 표본과 특한 얼굴 표지가 확인된 사진 자료 등에 관한 연구를 통해 그 차이점이 밝혀졌다.